# تاميلا
تاميلا بلدية فنلندية يبلغ عدد سكانها 6021 نسمة ومساحتها 715.15 كيلومتر مربع، منها 74.62 كيلومتر مربع مسطحات مائية. والكثافة السكانية 9.4 نسمة في الكيلومتر المربع.